# Ossaea scalpta
Ossaea scalpta là một loài thực vật có hoa trong họ Mua. Loài này được (Vent.) DC. mô tả khoa học đầu tiên năm 1828.